# Madonna di Pie’ di Piazza
Die Kapelle Madonna di Pie’ di Piazza ist ein römisch-katholischer Sakralbau der Renaissance an der Piazza Giuseppe Mazzini in Pescia, Italien.

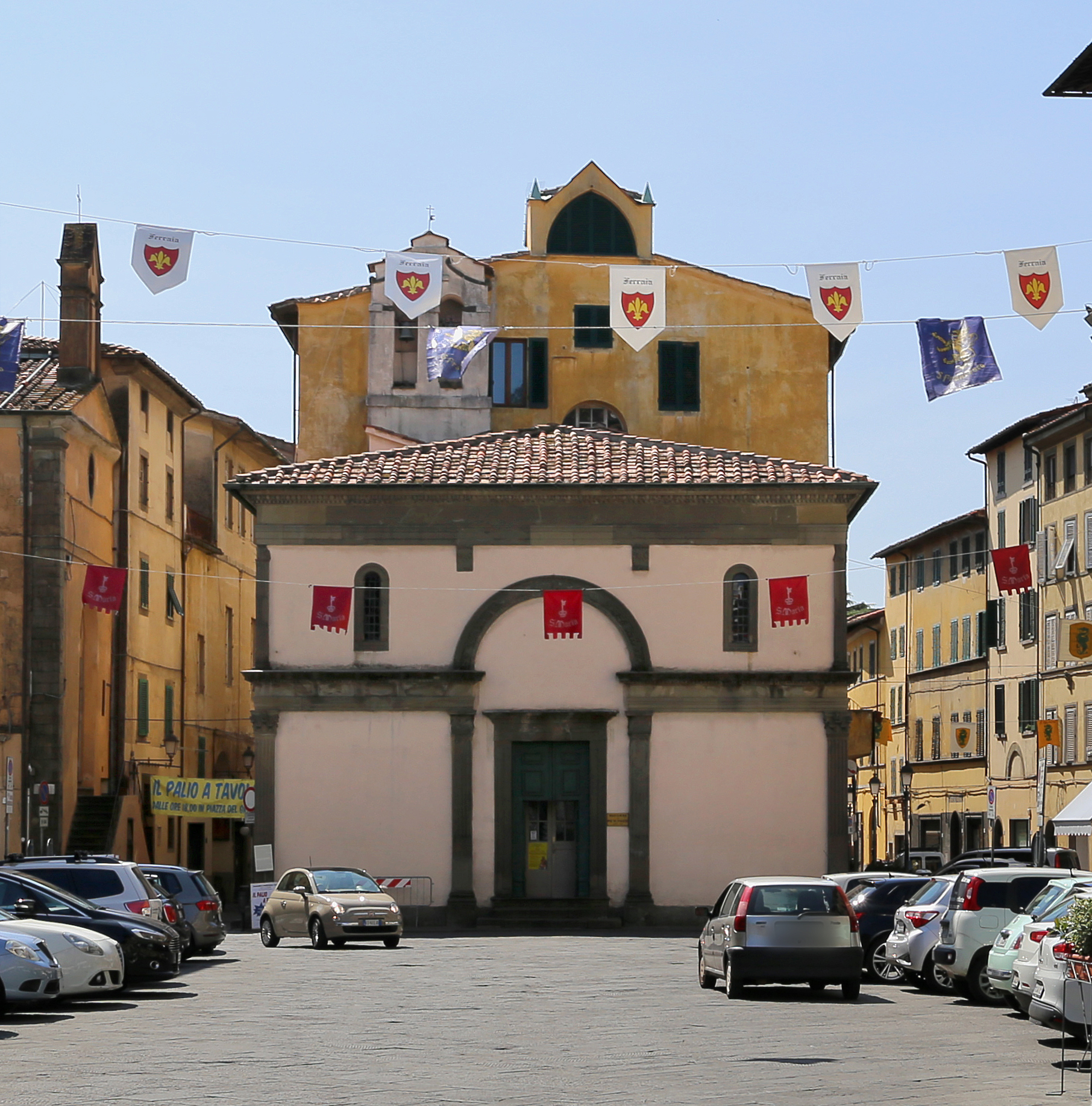
Außenbau

## Außenbau

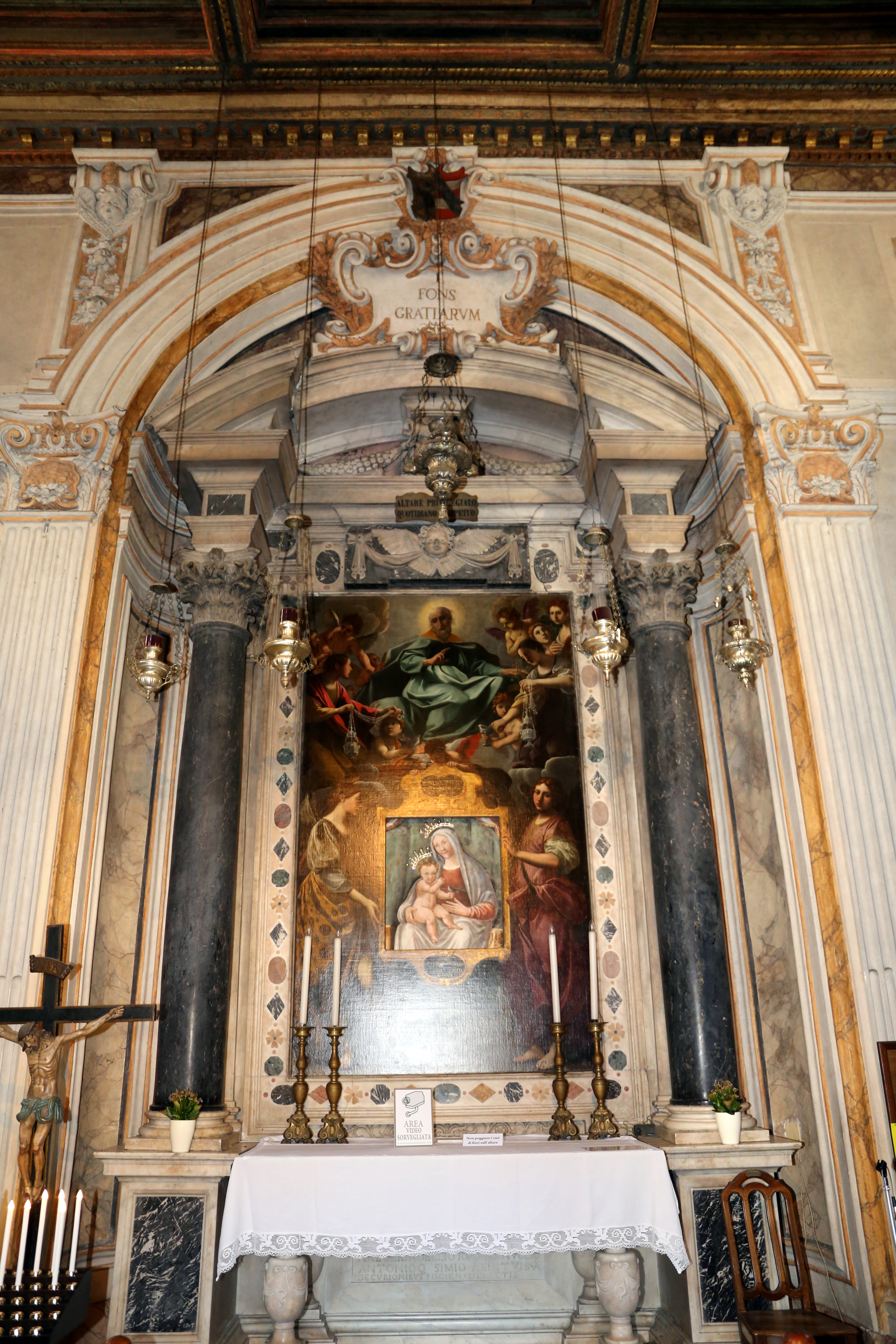
Hochaltar

Die Kapelle gehört zu den wenigen vorreformatorischen Querkirchen. Sie wurde 1447 nach Plänen von Andrea Cavalcanti, einem Adoptivsohn Filippo Brunelleschis, errichtet. Das Bauwerk besteht aus einem quergerichteten Quader, der von einem flachen Walmdach und einem Biforen-Glockenjoch bekrönt wird. Das Glockenjoch ist mit dem an die Kirche angrenzenden Profanbau verbunden. Die Platzfassade ist zweistöckig gegliedert und durch vier korinthische Pilaster in drei Achsen unterteilt. In der Mittelachse, die das Portal enthält, wird das Gebälk zugunsten eines Rundbogens unterbrochen, sodass die gesamte Fassade als Variation des Serliana-Motivs erscheint. Das Obergeschoss weist in den äußeren Achsen je ein Rundbogenfenster auf und wird durch ein mächtiges Gebälk mit Eierstab- und Zahnschnittfries abgeschlossen. Die dreiachsige Gliederung wird im Obergeschoss durch zwei Volutenkonsolen unterhalb des Gebälks lediglich angedeutet. Die Seitenfassaden greifen die Gestaltung der Hauptfassade in schmalerer Anordnung auf.

## Innenraum
Der Innenraum wurde 1609 mit einer prachtvollen Decke im Stil des Frühbarocks versehen, deren Mittelfeld ein Madonnenbild enthält. Der Hochaltar steht auf der kürzeren Achse des Innenraums dem Eingang gegenüber. Er wird von korinthischen Pilastern flankiert und von einem Rundbogen überdacht, sodass die Fassadengestaltung in der Innenraumgliederung gespiegelt wird. Das barocke Altarbild von Alessandro Tiarini wird durch zwei korinthische Säulen flankiert, die einen verkröpften Segmentgiebel tragen. In das barocke Altarbild ist ein Gnadenbild des 14. Jahrhunderts eingelassen, eine Madonna mit Kind, die sich ursprünglich im Dom von Pescia befand. Eine Kartusche über dem Altar enthält die Inschrift FONS GRATIARUM – „Quelle der Gnaden“.
Auf beiden Seiten des Altars ist in kleinen Wandnischen je eine Heiligenfigur platziert. In der linken Raumhälfte befindet sich eine kleine Orgelempore.